# 1944 في النمسا
فيما يلي قوائم الأحداث التي وقعت خلال عام 1944 في النمسا.

## كتب
من الكتب التي صدرت هذه السنة في النمسا:
- 1 يناير – الطريق إلى العبودية من تأليف فريدريش فون هايك.

## مواليد

### يناير
- 18 يناير – ألكسندر فان دير بيلين

### فبراير
- 10 فبراير – كورت بيندر فيزيائي نمساوي.

### يوليو
- 15 يوليو – هارالد غروس فيزيائي نمساوي.

## وفيات

### يناير
- 1 يناير – أديل شتورزل (مواليد 1892) سياسية نمساوية.

### فبراير
- 24 فبراير – كارل إدوارد هلماير (مواليد 1878)